# سیسینیو (بازیکن فوتبال، زاده ۱۹۸۶)
سیسینیو (به پرتغالی: Alex Sandro Mendonça dos Santos) مدافع اهل برزیل است که در شهر Jundiaí و در تاریخ ۴ اوت ۱۹۸۶ به دنیا آمده‌است.
سیسینیو در تیم‌های فوتبال Ituano سابقهٔ حضور دارد.